# Pardosa laciniata
Pardosa laciniata là một loài nhện trong họ Lycosidae.
Loài này thuộc chi Pardosa. Pardosa laciniata được Da-xiang Song & Joachim Haupt miêu tả năm 1995.